# Батиферо-Молини (Удине)
Батиферо-Молини је насеље у Италији у округу Удине, региону Фурланија-Јулијска крајина.
Према процени из 2011. у насељу је живело 150 становника. Насеље се налази на надморској висини од 98 м.